# 松山天寶聖道宮
松山天寶聖道宮，
位於台灣台北市信義區松山路664-10號，
始建於1962年，是松山區和信義區兩區的信仰中心。開山為白玉城居士，
廟宇的組織型態為管理人制。
主祀
三清道祖、
瑤池金母、
觀世音菩薩、
玉皇大帝、
神農大帝、
司命真君，
玄壇真君，
亦為台北市歷史悠久之天公廟。
松山天寶聖道宮目前由中華道教總會管理，定於平日六日舉辦告朔望法會，並由道教總會科儀班定期舉辦各類科事及補財庫法會，歡迎眾善信一同參加。